# Reformationstag

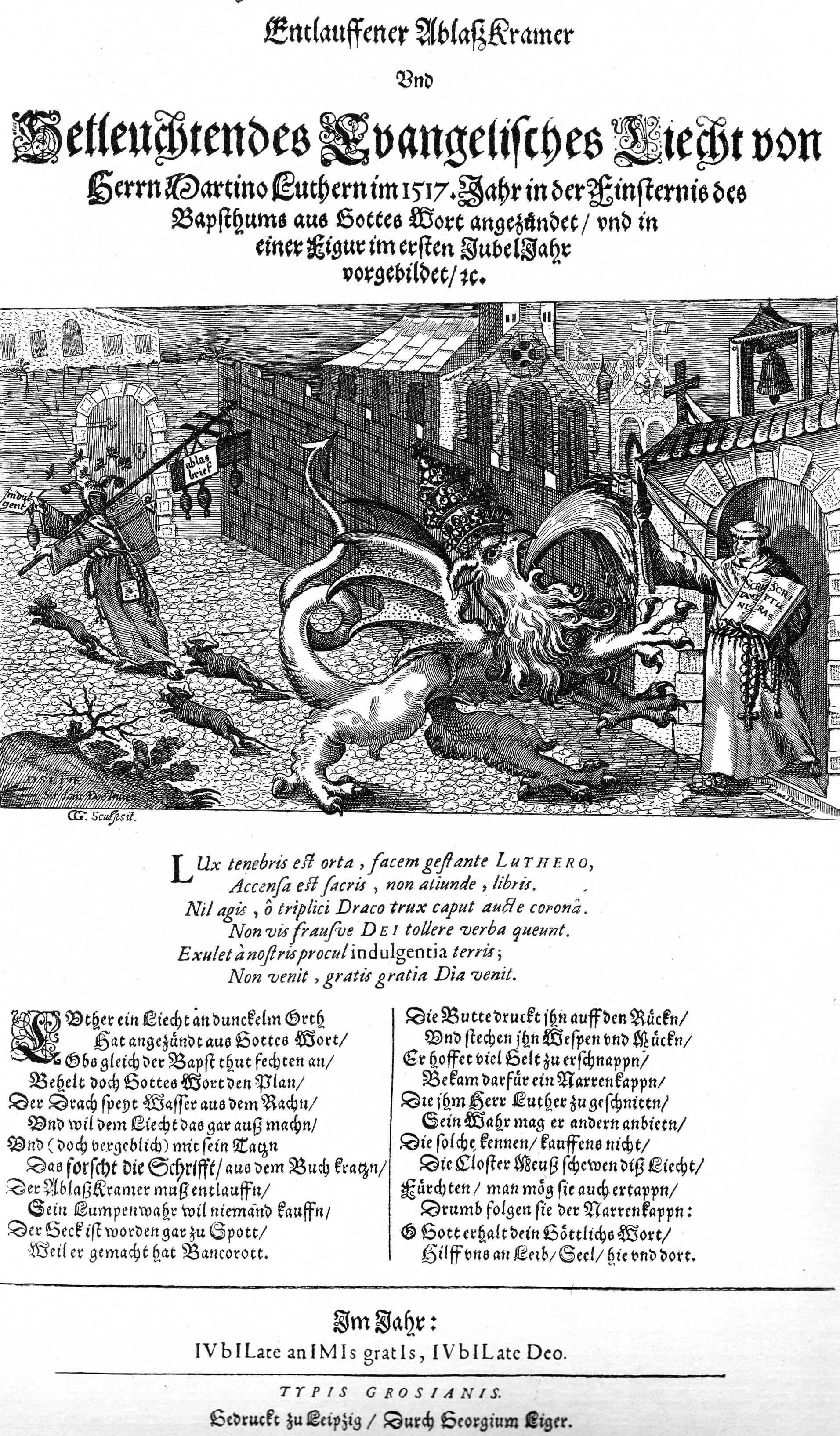
Flugblatt zum ersten Jubeljahr (1617) der Veröffentlichung von Martin Luthers Thesen

Der Reformationstag, das Reformationsfest oder der Gedenktag der Reformation wird von evangelischen Christen in Deutschland und Österreich am 31. Oktober im Gedenken an den Beginn der Reformation der Kirche durch Martin Luther im Jahr 1517 gefeiert. In der Schweiz gilt der erste Sonntag im November als Reformationssonntag, der zeitlich in Anlehnung an den Reformationstag in Deutschland und Österreich festgelegt ist.

## Ursprung und Geschichte
Laut der Überlieferung soll der Mönch und Theologieprofessor Martin Luther am Abend vor Allerheiligen 1517 an die Tür der Schlosskirche zu Wittenberg 95 Thesen in lateinischer Sprache zu Ablass und Buße angeschlagen haben, um eine akademische Disputation herbeizuführen. Damit leitete er die Reformation der Kirche ein. Im Kern bestritt er die herrschende Ansicht, dass eine Erlösung von der Sünde durch einen Ablass in Form einer Geldzahlung möglich sei. Dies sei schon durch das Opfer Jesu Christi am Kreuz geschehen.
Luther hatte seine Thesen in Briefform mehreren geistlichen Würdenträgern und Bischöfen des Reiches zugesandt. Als die Bischöfe nicht reagierten, soll er die 95 Thesen an die Schlosskirche Wittenbergs angeschlagen haben. Ob der Thesenanschlag tatsächlich stattgefunden hat, ist jedoch nicht zweifelsfrei erwiesen und wird kontrovers diskutiert. Der Kirchenhistoriker Thomas Kaufmann hält Luthers Schrift An den christlichen Adel deutscher Nation (1520) ohnehin für wesentlich wichtiger als die Thesen.
Bereits im Reformationsjahrhundert finden sich vereinzelte Jahresfeiern. Zunächst wurden auch der 10. November und der 18. Februar (Luthers Geburts- und Todestag) als Gedenktage gefeiert. Zudem galt der 25. Juni als Tag der Augsburger Konfession als Festtag.

### 17. bis 19. Jahrhundert

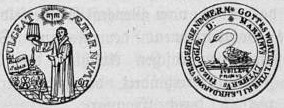
Denkmünze zum Reformationsjubiläum 1617

Zur Säkularfeier 1617 wurde in den meisten lutherischen und reformierten Gebieten des Thesenanschlags gedacht. Kurfürst Johann Georg II. von Sachsen setzte ab 1667 den 31. Oktober als Gedächtnistermin für alle Protestanten einheitlich fest und stellte damit die Verbindung zum legendären Thesenanschlag Luthers an der Wittenberger Schlosskirche her.
Nach den Jubiläen 1717 und 1817 setzte sich das Reformationsfest weiter durch, „meist wurde es allerdings auf den Sonntag nach dem 31. Oktober gelegt“, z. B. in Preußen.

### 20. Jahrhundert
In Deutschland kamen zu den regionalen, historisch gewachsenen Unterschieden noch die großen Umbrüche – einige Schlaglichter:
Bis zum 21. Oktober 1921 war in Thüringen der Reformationstag bereits ein staatlich anerkannter allgemeiner Feiertag, wurde jedoch durch ein Notgesetz des thüringischen Staatsministeriums außer Kraft gesetzt, ohne den Landtag zu befragen.
Bis einschließlich 1966 wurde der Feiertag in den meisten Bezirken der DDR begangen.

### 21. Jahrhundert
Im Jahr 2017 war der 31. Oktober als 500. Jahrestag einmalig ein gesamtdeutscher gesetzlicher Feiertag. Nachfolgend wurde der Reformationstag in einigen historisch protestantisch geprägten deutschen Bundesländern gesetzlicher Feiertag.

## Liturgie
Der Gottesdienst zum Reformationstag findet dort, wo der Tag nicht gesetzlicher Feiertag ist, gewöhnlich am Abend des 31. Oktober statt. Sein Thema ist weniger das Gedächtnis des Thesenanschlags als die Lehre von der Rechtfertigung des Sünders allein durch den Glauben, die für Luther Auslöser und Kern der Reformationsbewegung war. Die Epistellesung des Tages ist daher Röm 3,21–31 , Evangelium Mt 5,2–10 .
Das Lied des Tages ist entweder Nun freut euch, lieben Christen g’mein, Luthers „Erzähllied“ von seiner reformatorischen Entdeckung (EG 341), oder Ist Gott für mich, so trete gleich alles wider mich von Paul Gerhardt (EG 351). Kaum ein Reformationsgottesdienst endet außerdem ohne Luthers Ein feste Burg ist unser Gott (EG 362).
Die liturgische Farbe ist Rot, die Farbe des Heiligen Geistes und der Kirche.

## Gesetzliche Stellung als Feiertag oder schulfreier Tag

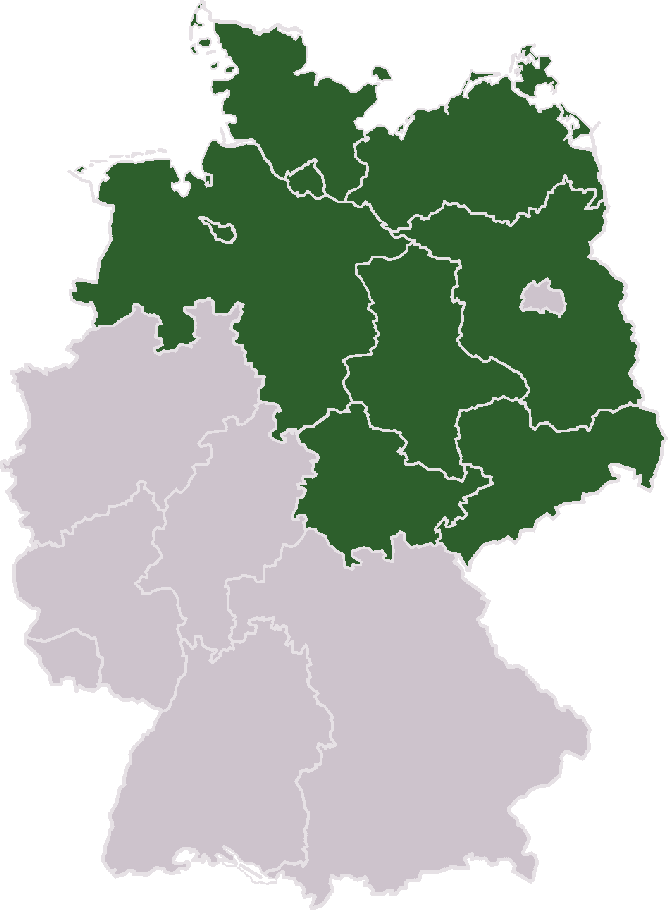
Bundesländer Deutschlands, in denen der Reformationstag ein gesetzlicher Feiertag ist

### Deutschland
Der Reformationstag war auch in der Sowjetischen Besatzungszone ein traditioneller Feiertag, der auf dem Befehl Nr. 361 der Sowjetischen Militäradministration in Deutschland (SMAD) vom 27. Dezember 1946 an die Landesregierungen beruhte; darin wurden diese ermächtigt, den Reformationstag in Gemeinden mit vorwiegend evangelischer Bevölkerung zum gesetzlichen Feiertag zu erklären. In Sachsen-Anhalt allerdings kam keine Regelung zustande und für den Ostteil Berlins traf die SMAD keine Anordnung. Folglich wurde in Sachsen-Anhalt und Berlin am 31. Oktober weiterhin gearbeitet.
Da nach Auflösung der Länder in der DDR im Jahr 1952 das Länderrecht in den jeweiligen Gebieten zunächst weiter gültig war, wurde in den neu gegründeten Bezirken Magdeburg und Halle sowie in der Hauptstadt Berlin der 31. Oktober weiterhin als Werktag behandelt. Dies machte die Lage vor allem im Bereich des Mitteldeutschen Braunkohlereviers unübersichtlich: So galt für das Gebiet der Braunkohlentagebaue um Borna und Espenhain im Bezirk Leipzig der Tag als Feiertag; Werktätige mit Wohnsitz im Bezirk Halle hatten einen Tag Urlaub zu nehmen. Umgekehrt galt im Revier um Bitterfeld der Tag als Werktag; Beschäftigte aus dem Bezirk Leipzig erhielten entweder einen bezahlten freien Tag oder für ihre Arbeit den Feiertagszuschlag. An diesem Tag verkehrten beispielsweise in Leipzig alle Linien des öffentlichen Nahverkehrs nach dem Feiertagsfahrplan; nur die damalige Straßenbahnlinie 29 nach Schkeuditz im Bezirk Halle verkehrte nach Werktagsfahrplan, da dort der 31. Oktober kein Feiertag war. Auch für die bezirksübergreifenden Eisenbahnlinien, insbesondere den Verkehr zwischen den Städten Halle und Leipzig, galten Sonderregelungen; meistens, jedoch nicht überall, verkehrten sie nach dem Werktagsfahrplan.
Erst 1967, als nach Einführung der Fünf-Tage-Woche der Reformationstag als gesetzlicher Feiertag abgeschafft wurde, vereinfachte sich die Situation. 1990 wurde er durch die letzte DDR-Regierung wieder eingeführt.
Der Reformationstag am 31. Oktober ist seit der deutschen Wiedervereinigung gesetzlicher Feiertag in den deutschen Ländern Brandenburg, Mecklenburg-Vorpommern, Sachsen, Sachsen-Anhalt und Thüringen sowie (seit 2018) in Bremen, Hamburg, Niedersachsen und Schleswig-Holstein. In Baden-Württemberg ist der Reformationstag schulfrei, liegt allerdings häufig ohnehin in den Herbstferien. In Niedersachsen hatten evangelische Schüler zuvor frei, ebenso wie katholische Schüler am Folgetag Allerheiligen frei hatten.
Im Jahr 2017, dem 500. Jahr des Beginns der Reformation, war der 31. Oktober einmalig ein gesamtdeutscher gesetzlicher Feiertag. Dafür hatten alle Bundesländer, in denen der Reformationstag normalerweise kein Feiertag ist, Gesetze bzw. Verordnungen erlassen, die den 31. Oktober 2017 zum Feiertag erklärten:
Baden-Württemberg, Bayern, Berlin, Bremen, Hamburg, Hessen, Niedersachsen, Nordrhein-Westfalen, Rheinland-Pfalz, das Saarland und Schleswig-Holstein.
Am 2. Februar 2018 empfahlen die Ministerpräsidenten von Schleswig-Holstein, Niedersachsen, der Präsident des Senats der Freien Hansestadt Bremen sowie der Erste Bürgermeister der Freien und Hansestadt Hamburg auf einer Sondersitzung der Konferenz Norddeutschland (KND) in Berlin, den Reformationstag in den von ihnen regierten Bundesländern als gesetzlichen Feiertag einzuführen. Über eine Umsetzung hatten die jeweiligen Landesparlamente zu entscheiden. Ein Grund für die Einführung eines zusätzlichen Feiertags in den norddeutschen Ländern war das Ungleichgewicht der Anzahl der Feiertage zwischen Nord- und Süddeutschland. Am 22. Februar 2018 beschloss der Schleswig-Holsteinische Landtag, den Reformationstag als gesetzlichen Feiertag einzuführen. Am 28. Februar 2018 folgte die Hamburgische Bürgerschaft, am 19. Juni 2018 der Niedersächsische Landtag, tags darauf die Bremische Bürgerschaft.

#### Kritik
Der Zentralrat der Juden in Deutschland sprach sich gegen den Reformationstag als gesetzlichen Feiertag aus. Der Landesverband der Jüdischen Gemeinden in Niedersachsen bezeichnete den Feiertag als „eine Belastung und ein[en] Affront“ für das christlich-jüdische Verhältnis. Er erwarte von der evangelischen Kirche mehr Demut angesichts der Tatsache, was Christen im Anschluss an Luthers antisemitische Ausfälle angerichtet hätten. Der Reformationstag sei ohne Luther nicht denkbar, und Luthers „gnadenloser Antisemitismus“ habe Jahrhunderte überdauert und schließlich in den Holocaust geführt. Im Nationalsozialismus seien die Worte des Reformators wortwörtlich umgesetzt worden.
Die Kunstaktion Der nackte Luther der Giordano-Bruno-Stiftung protestierte in mehreren Städten mit Hinweis auf die Verbindung des Reformationstags mit dem antisemitischen „Hassprediger“ Luther gegen den gesetzlichen Feiertag.

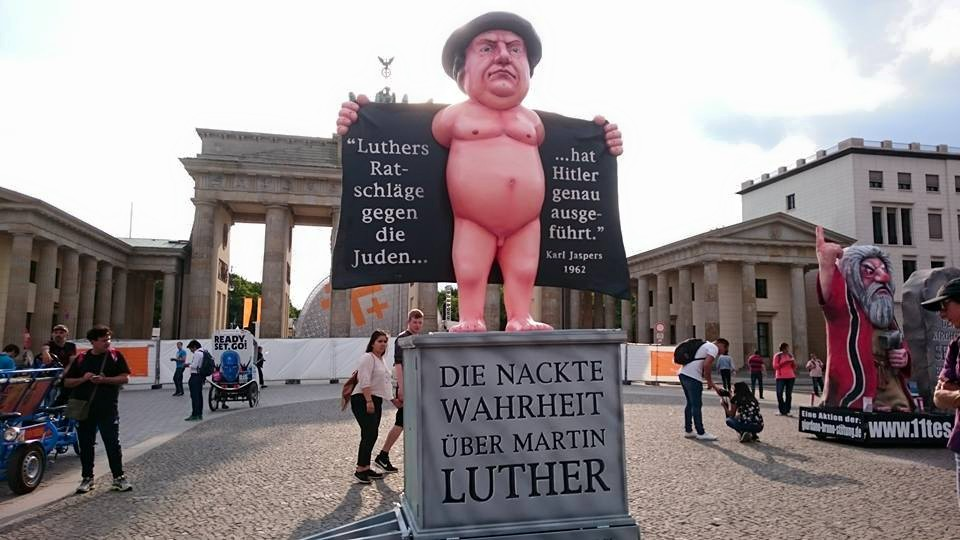
Kunstaktion Der nackte Luther („Luthers Ratschläge gegen die Juden hat Hitler genau ausgeführt“)

Das Katholische Büro Niedersachsen erklärte, dass der Reformationstag immer noch primär an die Kirchenspaltung erinnere, was „für uns kein Grund zum Feiern“ sei.
Der Humanistische Verband (HVD), die Giordano-Bruno-Stiftung (gbs) und der Internationale Bund der Konfessionslosen und Atheisten (IBKA) teilten in Bremen mit, dass der Feiertag nicht mehr zeitgemäß sei. Luther und die sich auf ihn begründende Reformation stünden der Weltoffenheit entgegen und die gesetzliche Verankerung eines kirchlichen Feiertages entspreche nicht dem Willen der Mehrheit in der Bevölkerung.
Johann-Albrecht Haupt von der Humanistischen Union argumentierte, dass der Reformationstag spalte, anstatt zu integrieren, und vor allem den Gesichtspunkt der verfassungsrechtlich gebotenen Neutralität in Religions- und Weltanschauungsfragen missachte.
Die Industrie- und Handelskammern Niedersachsens sprachen sich gegen den gesetzlichen Feiertag aus, denn er bedeute eine Reduzierung des jährlichen Arbeitsvolumens um 0,5 Prozent bei gleichbleibendem Lohn. Die Vereinigung der Unternehmensverbände in Hamburg und Schleswig-Holstein (UVNord) kritisierte, es gebe für einen zusätzlichen Feiertag weder Grund noch Anlass. Der Feiertag werde das ohnehin „wachsende Süd-Nord-Gefälle der Bundesländer in der Wirtschaftsleistung“ noch weiter vergrößern.

### Schweiz
In der Schweiz feiern die reformierten Kirchen am ersten Sonntag im November (also am ersten Sonntag nach dem 31. Oktober) den Reformationssonntag. Der Gottesdienst ist gewöhnlich mit der Feier des Abendmahls verbunden (an gewöhnlichen Sonntagen findet üblicherweise ein Predigtgottesdienst statt).

### Österreich
Im überwiegend katholischen Österreich ist der Tag kein gesetzlicher Feiertag. Allerdings haben evangelische Schüler am 31. Oktober die Möglichkeit, sich vom Schulunterricht freistellen zu lassen – eine Regelung, die allerdings mit Einführung der Herbstferien 2020 hinfällig wurde. Evangelischen Arbeitnehmern ist ein Besuch des Gottesdienstes möglich, sofern dies mit den Erfordernissen des Betriebes vereinbar ist.

### Slowenien und Chile
Weiterhin ist der Reformationstag in Slowenien und Chile ein gesetzlicher Feiertag.

## Kurzerklärt
Im Oktober 2022 stellte die Tagesschau in ihrer Rubrik Kurzerklärt ein Video mit optisch aufbereiteten Kurzinformationen zum Ursprung des Reformationstags zur Verfügung.